# Алексеево-Тузловка
Алексеево-Тузловка — слобода в Родионово-Несветайском районе Ростовской области.
Входит в состав Барило-Крепинского сельского поселения.

## География
Слобода находится у границы с Украиной.

### Улицы
- ул. Маяковского,
- ул. Московская,
- ул. Просвещения,
- ул. Садовая,
- ул. Школьная,
- пер. Мостовой.

## Население
| 2010 | 2018 |
| ---- | ---- |
| 550  | ↘532 |